# Ophioglossella chrysostoma
Ophioglossella chrysostoma – gatunek roślin z monotypowego rodzaju Ophioglossella z rodziny storczykowatych (Orchidaceae). Epifit rosnący w lasach na wysokościach 800–2300 m n.p.m. Gatunek endemiczny występujący na wyspie Nowa Gwinea.

## Systematyka
Gatunek sklasyfikowany do podplemienia Aeridinae w plemieniu Vandeae, podrodzina epidendronowe (Epidendroideae), rodzina storczykowate (Orchidaceae), rząd szparagowce (Asparagales) w obrębie roślin jednoliściennych.